# Dolina Szwabego

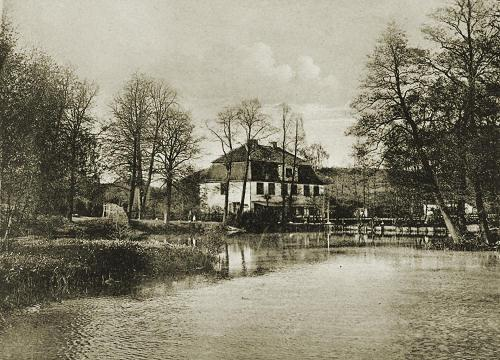
Dolina Szwabego i Dwór Szwabego, ok. 1900

Dolina Szwabego (dawniej: niem. Schwabental) – położona w Gdańsku, w dzielnicy Oliwa nad Potokiem Oliwskim na obszarze Trójmiejskiego Parku Krajobrazowego, otoczona kompleksem Lasów Oliwskich. W dolinie znajduje się zabytkowy Dwór Szwabego, w którym obecnie mieści się pięciogwiazdkowy hotel Dwór Oliwski.
Teren nad Potokiem Oliwskim, tuż powyżej Doliny Powagi, należał dawniej do oliwskich cystersów, którzy oddawali go w dzierżawę, z prawem dziedziczenia i sprzedaży za zgodą opata. Pierwsza wiadomość o tutejszym dworze pochodzi z roku 1597.
W 1947 dla znajdującej się tu zabudowy próbowano wprowadzić nazwę "Słowinka".